# Dynamic Skeleton Interface
Das Corba Dynamic Skeleton Interface (DSI) ist eine Schnittstelle auf der Serverseite, mittels derer Server Aufrufe erhalten können, ohne die Schnittstelleninformation einkompiliert zu haben.
Eine IIOP-Nachricht enthält nur die Werte der Parameter einer Operation, nicht jedoch Anzahl und Typ der Parameter. Diese Information muss der DII-Server beim Abholen des Aufrufes mitgeben. Diese Information kann der Server vom Interface Repository erhalten.
Die DSI ist somit das serverseitige Gegenstück zum Dynamic Invocation Interface (DII) auf der Client-Seite.